# TV Amazônia (Macapá)
TV Amazônia é uma emissora de televisão brasileira sediada em Macapá, capital do estado do Amapá. Opera no canal 13 (36 UHF Digital) e é afiliada ao SBT. Pertence às Organizações José Alcolumbre, da qual também faz parte a TV Macapá (afiliada à Band).

## História
A emissora foi fundada em 6 de março de 1990 no canal 4 VHF como afiliada à Rede Bandeirantes, que estava sem sinal no estado do Amapá desde 1987, com a desfiliação da TV Equatorial.